# Наркомнац
Народний комісаріат національностей РСФРР (рос. Народный комиссариат по делам национальностей РСФСР), Наркомнац — центральний галузевий орган державного управління РРФСР, що спрямовував роботу по здійсненню ленінської національної політики, принципи якої було закріплено в Декларації прав народів Росії.
Наркомнац входив в число перших народних комісаріатів, утворених відповідно до «Декрету про створення Ради Народних Комісарів», прийнятим II Всеросійським з'їздом Рад 26 жовтня (8 листопада) 1917 року для здійснення національної політики Радянської Республіки. Діяльність наркомату поширювалася на всі національні окраїни колишньої Російської імперії. Наркомнац ліквідовано в квітні 1924 за постановою ВЦВК від 7 липня 1923.
Народним комісаром у справах національностей був призначений І. В. Сталін. У нього в підпорядкуванні були: І. П. Товстуха (майбутній особистий секретар Сталіна), С. С. Пестковський, Ф. А. Сова-Степняк і І. Ю. Кулик. Колегія Наркомнац: Н. Наріманов, М. Павлович, С. Діманштейн, О. Карклін, Г. Бройдо, М. Гусейнов, А. Каменський, С. Пестковський.